# ميخائيل ارسي
ميخائيل ارسي (بالإسبانية: Mikel Arce) هو لاعب كرة قدم إسباني في مركز الهجوم، ولد في 15 يونيو 1984 في بنبلونة في إسبانيا. لعب مع ريال سوسيداد ب وسان خوسيه إيرثكويكس ولوغرونيس ونادي ألوبيون ونادي كونستانسيا.